# Mistrzostwa NCAA Division III w Zapasach w 2025
Mistrzostwa NCAA Division III w zapasach w 2025 roku rozegrane zostały w Providence w dniach 14–15 marca. Zawody odbyły się w Amica Mutual Pavilion. Punkty zdobyło 58 drużyn.
- Outstanding Wrestler – Jared Stricker

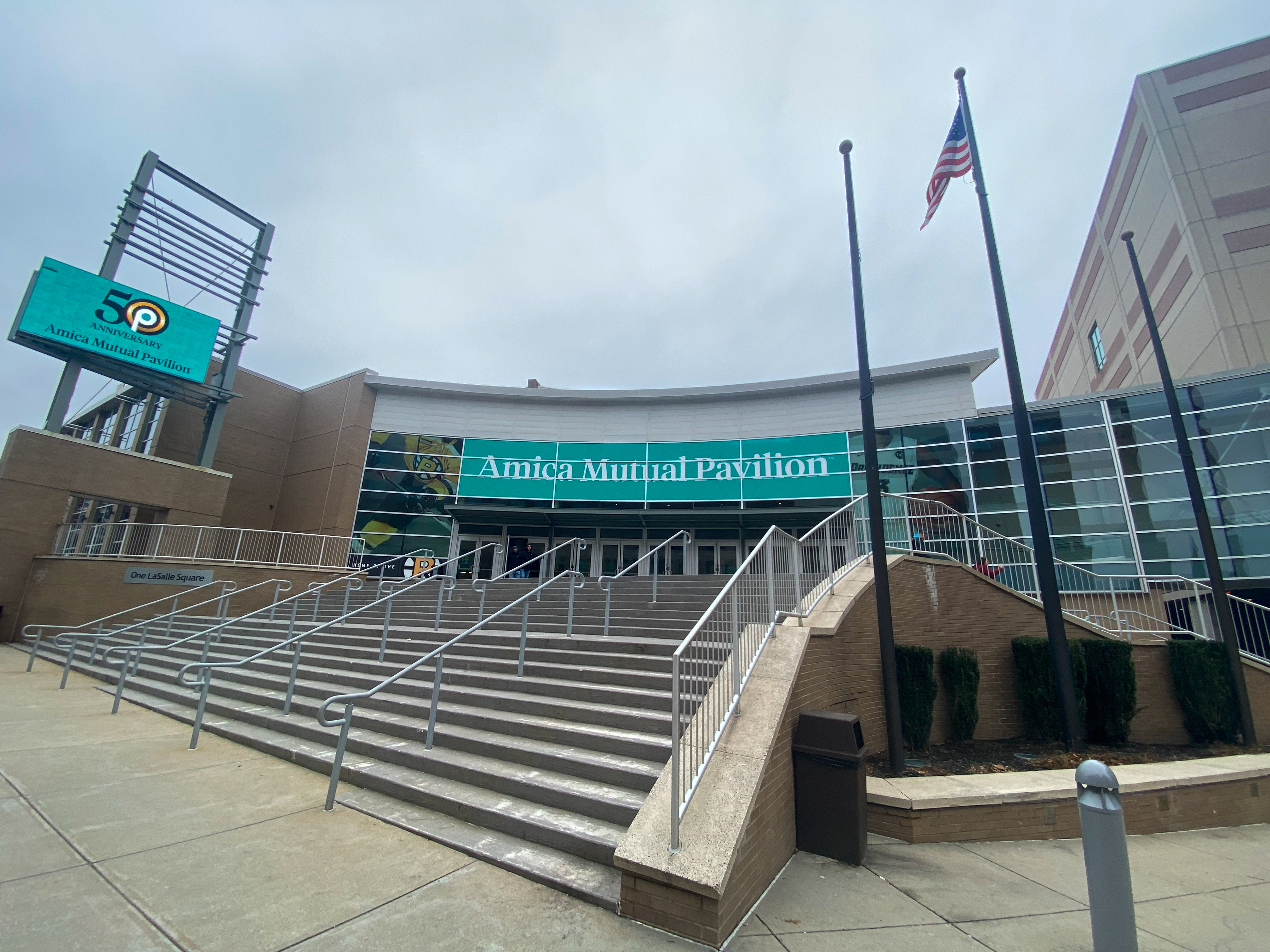
Hala

## Wyniki

### Drużynowo
| Kolejność | Szkoła                            | Zespół         |
| --------- | --------------------------------- | -------------- |
| 1.        | Wartburg College                  | Knights        |
| 1.        | Johnson & Wales University        | Wildcats       |
| 3.        | Augsburg University               | Auggies        |
| 4.        | Baldwin Wallace University        | Yellow Jackets |
| 5.        | University of Wisconsin–La Crosse | Eagles         |
| 6.        | North Central College             | Cardinals      |
| 6.        | Coe College                       | Kohawks        |
| 8.        | Alvernia University               | Golden Wolves  |

### All American

#### 125 lb
| Lp. | Zawodnik         | Szkoła          |
| --- | ---------------- | --------------- |
| 1.  | Joziah Fry       | Johnson & Wales |
| 2.  | Christian Guzman | North Central   |
| 3.  | Mason Barrett    | Averett         |
| 4.  | Zach Beckner     | Ferrum          |
| 5.  | Brayden Parke    | Coe             |
| 6.  | Jake Craig       | Southern Maine  |
| 7.  | Benyamin Kamali  | Olivet          |
| 8.  | Keito Shaw       | Alvernia        |

#### 133 lb
| Lp. | Zawodnik          | Szkoła                 |
| --- | ----------------- | ---------------------- |
| 1.  | Chase Randall     | US Coast Guard Academy |
| 2.  | Bryce Parke       | Coe                    |
| 3.  | Jaden Hinton      | Baldwin Wallace        |
| 4.  | James Day         | Wabash                 |
| 5.  | Dominik Mallinder | Wisconsin–Whitewater   |
| 6.  | Garrett Totten    | New Jersey             |
| 7.  | Chance Suddeth    | Augsburg               |
| 8.  | Connor Kidd       | Luther College         |

#### 141 lb
| Lp. | Zawodnik        | Szkoła          |
| --- | --------------- | --------------- |
| 1.  | Mark Samuel     | Roanoke         |
| 2.  | Sean Conway     | Chicago         |
| 3.  | Bradley Rosen   | North Central   |
| 4.  | Ty Bisek        | Concordia       |
| 5.  | Josh Wilson     | Greensboro      |
| 6.  | Pierre Baldwin  | Central College |
| 7.  | Tommy Thongseng | Wartburg        |
| 8.  | Luke Hoerle     | Stevens IT      |

#### 149 lb
| Lp. | Zawodnik        | Szkoła          |
| --- | --------------- | --------------- |
| 1.  | Hayden Brown    | Johnson & Wales |
| 2.  | Angelo Centrone | Cortland        |
| 3.  | Kyler Romero    | Wartburg        |
| 4.  | Matt Randolph   | Augsburg        |
| 5.  | Thomas Monn     | McDaniel        |
| 6.  | Colby Frost     | Southern Maine  |
| 7.  | Michael Conklin | New Jersey      |
| 8.  | Mike Glynn      | Rochester IT    |

#### 157 lb
| Lp. | Zawodnik             | Szkoła              |
| --- | -------------------- | ------------------- |
| 1.  | Michael Petrella     | Baldwin Wallace     |
| 2.  | Cooper Pontelandolfo | NJU                 |
| 3.  | Eric Kinkaid         | Loras               |
| 4.  | Aiden Smith          | Adrian              |
| 5.  | Peter Kane           | Williams            |
| 6.  | Tyler Goebel         | Wisconsin–La Crosse |
| 7.  | Ryan Smith           | Stevens IT          |
| 8.  | Clayton McDonough    | Luther College      |

#### 165 lb
| Lp. | Zawodnik            | Szkoła               |
| --- | ------------------- | -------------------- |
| 1.  | Matt Lackman        | Alvernia             |
| 2.  | Cooper Willis       | Augsburg             |
| 3.  | Tanner Gerber       | Wisconsin–La Crosse  |
| 4.  | Brayden Peet        | Wisconsin–Whitewater |
| 5.  | Andrew Supers       | Baldwin Wallace      |
| 6.  | Jake Deguire        | Springfield          |
| 7.  | CJ Christopher Shea | Wesleyan             |
| 8.  | Nicholas Sacco      | New Jersey           |

#### 174 lb
| Lp. | Zawodnik        | Szkoła               |
| --- | --------------- | -------------------- |
| 1.  | Jared Stricker  | Wisconsin–Eau Claire |
| 2.  | Nathan Lackman  | Alvernia             |
| 3.  | Seth Goetzinger | Augsburg             |
| 4.  | Dejon Glaster   | Millikin             |
| 5.  | Hunter Mays     | New Jersey           |
| 6.  | LJ Richardson   | Coe                  |
| 7.  | Zeb Gnida       | Loras                |
| 8.  | Javen Estrada   | North Central        |

#### 184 lb
| Lp. | Zawodnik         | Szkoła              |
| --- | ---------------- | ------------------- |
| 1.  | Marcus Orlandoni | Wisconsin–La Crosse |
| 2.  | Brandt Bombard   | Augsburg            |
| 3.  | Jack Ryan        | Oneonta State       |
| 4.  | Ganon Smith      | Elizabethtown       |
| 5.  | Kasey Ross       | Wartburg            |
| 6.  | Tyler Withers    | Merchant Marine     |
| 7.  | Jared Voss       | Coe                 |
| 8.  | Xavier Pommells  | Ithaca              |

#### 197 lb
| Lp. | Zawodnik        | Szkoła               |
| --- | --------------- | -------------------- |
| 1.  | Massoma Endene  | Wartburg             |
| 2.  | Cameron Butka   | Wilkes               |
| 3.  | Charles Baczek  | Wabash               |
| 4.  | Joseph Petrella | Baldwin Wallace      |
| 5.  | Dylan Harr      | Johnson & Wales      |
| 6.  | Ian Pepple      | Wisconsin–Eau Claire |
| 7.  | Ben Kawczynski  | Wisconsin–La Crosse  |
| 8.  | Jackson Punzel  | Wheaton College      |

#### 285 lb
| Lp. | Zawodnik         | Szkoła                 |
| --- | ---------------- | ---------------------- |
| 1.  | Mitch Williamson | Wartburg               |
| 2.  | Carl DiGiorgio   | US Coast Guard Academy |
| 3.  | Josh Harkless    | Rochester IT           |
| 4.  | Rayshawn Dixon   | Ferrum                 |
| 5.  | Austin Cooley    | Schreiner              |
| 6.  | Adolfo Betancur  | Johnson & Wales        |
| 7.  | Mauro Pellot     | Alvernia               |
| 8.  | Robby Bates      | North Central          |